# Arquipélago das Lucaias
O Arquipélago das Lucaias (nomeado para o povo nativo original de Lucaias), também conhecido como Arquipélago das Bahamas, é um grupo de ilhas que compreende a Comunidade das Bahamas e o Território Ultramarino Britânico das Ilhas Turks e Caicos. O arquipélago fica no oeste do Oceano Atlântico Norte, ao norte de Cuba e das outras Antilhas, e a leste e sudeste da Flórida.
William Keegan escreve: "Deixando de lado as considerações políticas modernas, as ilhas formam um único arquipélago com raízes geológicas, ecológicas e culturais comuns." Embora faça parte das Índias Ocidentais, o Arquipélago de Lucayan não está localizado no Mar do Caribe.

## Federação proposta
Em 2010, os líderes das Bahamas e das Ilhas Turks e Caicos discutiram a possibilidade de formar uma federação.

## Países e territórios
- As Bahamas
- Ilhas Turcas e Caicos (Reino Unido)

O Mouchoir Bank, o Silver Bank e o Navidad Bank são uma continuação submersa do arquipélago, a sudeste das Ilhas Turcar e Caicos. O Mouchoir Bank é disputado entre as Ilhas Turcas e Caicos e a República Dominicana, o Silver Bank e o Navidad Bank fazem parte da República Dominicana.

## Etimologias de nomes de ilhas
Julian Granberry e Gary Vescelius sugerem as seguintes etimologias Lucaia (Taíno) para várias ilhas Lucaias.
| Nomes espanho | Nome moderno         | Forma Taíno   | Significado                         |
| ------------- | -------------------- | ------------- | ----------------------------------- |
| Inagua        | Inagua               | i+na+wa       | Pequena ilha Oriental               |
| Baneque       | Inagua               | ba+ne+ke      | Ilha Grande de Água                 |
| Guanahaní     | Pequena Inagua       | wa+na+ha+ni   | Pequena Terra Águas Acima           |
| Utiaquia      | Ilha Ragged          | huti+ya+kaya  | Ilha Hutia Ocidental                |
| Jume(n)to     | Crooked/Jumento      | ha+wo+ma+te   | Terra Superior da Meia Distância    |
| Curateo       | Exuma                | ko+ra+te+wo   | Terras Distantes Exteriores         |
| Guaratía      | Exuma                | wa+ra+te+ya   | Terra Muito Distante                |
| Babueca       | Turks Bank           | ba+we+ka      | Bacia Grande Setentrional           |
| Cacina        | Big Sand Cay         | ka+si+na      | Areia Pequena Setentrional          |
| Canamani      | Salt Cay             | ka+na+ma+ni   | Meias-Águas Setentrionais           |
| Cacumani      | Salt Cay             | ka+ko+ma+ni   | Meias-Águas Setentrionais Distantes |
| Macareque     | Cotton Cay           | Ma+ka+ri+ke   | Terra Média Setentrional            |
| Amuana        | Grande Turca         | aba+wa+na     | Primeira Terra Pequena              |
| Caciba        | Caicos do Sul        | ka+siba       | Pedegroso Setentrional              |
| Guana         | Caicos Oriental      | wa+na         | Pequeno País                        |
| Aniana        | Caicos do Meio       | a+ni+ya+na    | Pequenas Águas Distantes            |
| Caicos        | Caicos Setentrional  | ka+i+ko       | Distantes Próximas Setentrionais    |
| Buiana        | Pine Cay             | bu+ya+na      | Casa Ocidental Pequena              |
| Boniana       | Pine Cays            | bo+ni+ya+na   | Casa Águas Ocidentais Pequenas      |
| Yucanacan     | Providenciales       | yuka+na+ka    | The Peoples Small Northern [Land]   |
| Ianicana      | Providenciales       | ya+ni+ka+na   | Pequenas Águas Distantes [Terra]    |
| Macubiza      | Caicos Ocidental     | ma+ko+bi+sa   | Distantes Médias Não Resolvido      |
| Mayaguana     | Mayaguana            | ma+ya+wa+na   | Terras Pequenas Meio-Ocidentais     |
| Amaguayo      | Plana Cays           | a+ma+wa+yo    | Até às Terras do Meio               |
| Yabaque       | Ilha Acklins         | ya+ba+ke      | Terra Grande Ocidental              |
| Samana        | Samana               | sa+ma+na      | Floresta Pequena do Meio            |
| Yuma          | Long Island          | yu+ma         | Meio Alto                           |
| Manigua       | Rum Cay              | ma+ni+wa      | Terra Meio-Águas                    |
| Guanahaní     | San Salvador         | wa+na+ha+hi   | Pequenas Águas Superiores           |
| Guateo        | San Salvador Pequeno | wa+te+yo      | Em Direção à Terra Distante         |
| Guanima       | Ilha Cat             | wa+ni+ma      | Terra fas Águas Médias              |
| Ayrabo        | Great Guana Cay      | ay+ra+bo      | Far Distant Home                    |
| Nema          | New Providence       | ne+ma         | Middle Waters                       |
| Ciguateo      | Eleuthera            | siba+te+wo    | Lugar Rochoso Distante              |
| Lucayoneque   | Great Abaco          | luka+ya+ne+ke | A terra das Águas Distantes do Povo |
| Bahama        | Grand Bahama         | ba+ha+ma      | Terra Grande do Meio [Terra]        |
| Habacoa       | Andros               | ha+ba+ko+wa   | Terra Grande Distante Superior      |
| Canimisi      | Ilha Williams        | ka+ni+misi    | Pântano das Águas do Norte          |
| Bimini        | Bimini               | bimini        | The Twins                           |